# Meloe vandykei
Meloe vandykei är en skalbaggsart som beskrevs av Pinto och Nils Sten Edvard Selander 1970. Meloe vandykei ingår i släktet Meloe och familjen oljebaggar. Inga underarter finns listade i Catalogue of Life.